# Terre dei sette colori

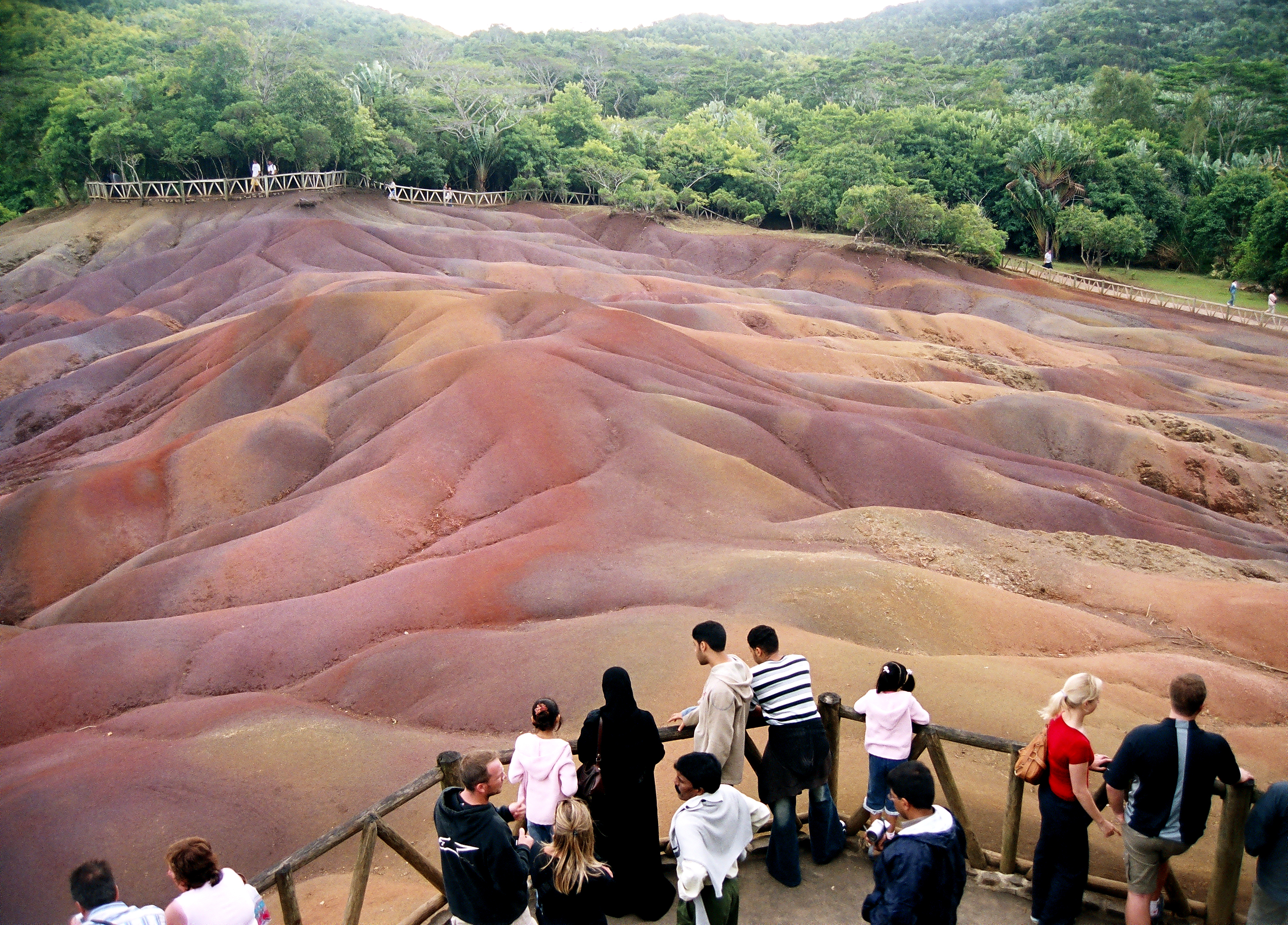
Le terre dei sette colori

Le Terre dei sette colori o sette terre colorate di Chamarel (in inglese: Seven Coloured Earths; in francese: Terres des Sept Couleurs), sono una formazione geologica divenuta un'attrazione turistica, situata nei pressi del villaggio di Chamarel nell'omonima pianura del Distretto di Black River, nel sud-ovest dell'isola Mauritius.

## Storia
La particolarità del sito è stata evidenziata per la prima volta da un membro della Royal Society of Arts and Sciences of Mauritius nella sessione del 26 novembre 1879.

## Descrizione
Si tratta di un'area di circa 7500 m² situata insolitamente nel cuore di una foresta.
Nell'area sono presenti dune di sabbia, che includono sabbie colorate con sette diversi colori (rosso, marrone, viola, verde, blu, porpora e giallo). La principale caratteristica del luogo è che le differenti tonalità di colore delle sabbie, disposte in maniera naturale in sette diversi strati, creano una surreale colorazione a strisce. Tale fenomeno può essere riprodotto in piccola scala: mescolando una manciata delle sabbie dei diversi colori e poi scuotendo il contenitore, le sabbie si separano in base al colore. Un'altra particolarità interessante del sito delle terre colorate di Chamarel è che le dune non sembrano sottoposte a erosione, nonostante le piogge torrenziali tipiche del clima tropicale delle Mauritius.
Le sabbie si sono formate circa 600 milioni di anni fa dalla decomposizione di un calanco di roccia vulcanica (basalto) in argilla, successivamente trasformata in suolo ferrallitico a causa di idrolisi totale; i due principali elementi chimici presenti nel suolo, ferro ed alluminio, sono responsabili dei colori rosso/antracite e blu/violetto. Si ritiene che i differenti strati di colore siano conseguenza del raffreddamento delle rocce vulcaniche fuse a differenti temperature esterne (comportando diverse percentuali di elementi mischiati alla sabbia), ma le cause della loro evidente separazione spontanea non sono state ancora chiarite definitivamente.
Dal momento che le terre sono esposte alle intemperie, le piogge hanno modellato le colline, creando un effetto simile a una meringa di terra.
Il sito è diventato una delle principali attrazioni turistiche dell'isola di Mauritius a partire dagli anni 1960. Ora le terre colorate sono protette da una recinzione di legno e i visitatori non possono salire sulle dune medesime, ma solo osservarle nelle diverse piazzole situate lungo il percorso di visita.

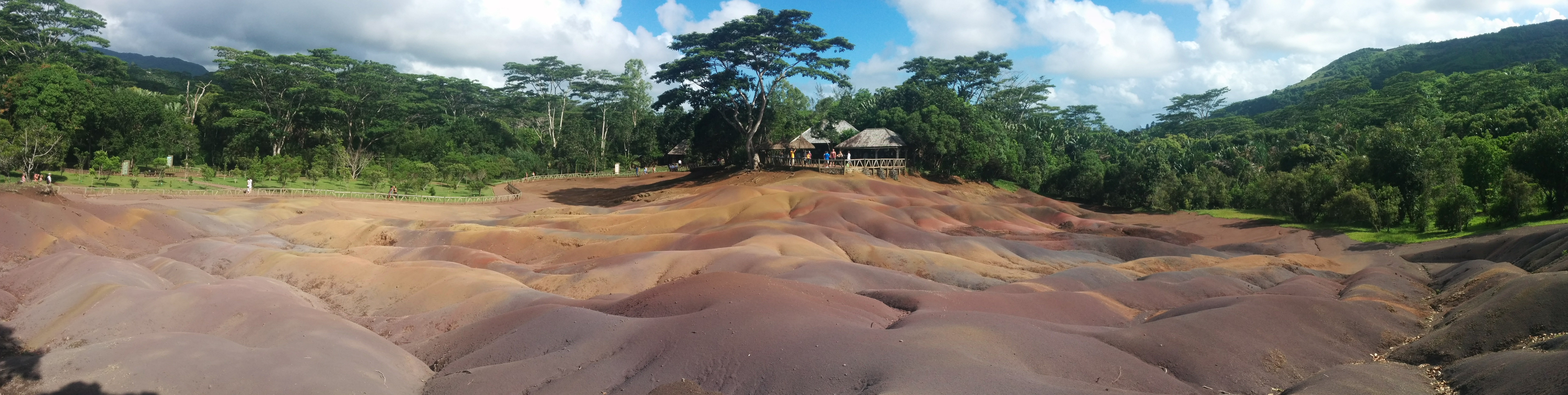
Foto panoramica delle terre dei sette colori